# 인플루언스 (2010년 영화)
"인플루언스"는 2010년에 개봉한 대한민국의 영화이다.

## 캐스팅
- 이병헌 : W 역
- 한채영 : J 역
- 조재현 : 고종 역
- 전노민 : 김우경 역
- 김태우 : 최동훈 역
- 이제훈 : 순종 역
- 박병은 : 오드아이 역
- 구승현 : 영친왕자 역
- 임소영 : 아나운서 역
- 김태우
- 정석용
- 최정우
- 고서희